# Европско првенство у атлетици у дворани 1970 — мешовита штафета за мушкарце
Такмичење мешовитих штафета на у мушкој конкуренцији на првом Европском првенству у атлетици у дворани 1970. одржано је у Градској дворани у Бечу 15. марта. 
Мешовита штафета за мушкарце је на првим такмичењима у дворани позната и под именом штафета 400+600+800+1.000 метара односно штафета 2+4+6+8 кругова јер у почецима дворанских атлетских такмичења све дворане нису имале прописану дужину кружне стазе од 200 метара, па се није могла звати мешовита штафета 400+600+800+1.000 метара јер је круг био мањи. На овом такмичењу кружна стаза је износила 200 метара.
Учествовало је 12 такмичара у 5 штафета и исто толико земаља.

## Резултати

### Квалификације
Пошто је дворана имала само 4 стазе, а 5 штафета, одржане су квалификације, да би се 4 штафете квалификовале у финале. У квалификацијама су биле две групе: прва са 2, а друга са 3 штафете.
| Пласман | Група | Атлетичар                                                              | Земља           | Резултат | Белешка |
| ------- | ----- | ---------------------------------------------------------------------- | --------------- | -------- | ------- |
| 1.      | 1     | Александар Коников, Сјергјеј Кријучек Владимир Колесников, Иван Иванов | Совјетски Савез | 6,20,4   | КВ РЕП  |
| 2.      | 1     | Едмунд Боровски, Станислав Вашкјевич Казимир Вардак, Ерик Железни      | Пољска          | 6:23,6   | КВ      |
| 3.      | 2     | Хорст Хаслингер, Лотар Хирш Манфред Хајне, Инго Зенсбург               | Западна Немачка | 6:28,4   | КВ      |
| 4.      | 2     | Кристијан Николо, Жил Берту Ги Телар, Жерар Колен                      | Француска       | 6:208,4  | КВ      |
| 5.      | 2     | Ekkehard Kolodziejczak,Роберт Кропијуник* Херман Хош, Валтер Грабул    | Аустрија        | 6:33,0   |         |

### Финале
Извор:
| Пласман | Атлетичар                                                              | Земља           | Резултат | Белешка |
| ------- | ---------------------------------------------------------------------- | --------------- | -------- | ------- |
|         | Александар Коников, Сјергјеј Кријучек Владимир Колесников, Иван Иванов | Совјетски Савез | 6:18,0   | РЕП     |
|         | Едмунд Боровски, Станислав Вашкјевич Казимир Вардак, Ерик Железни      | Пољска          | 6,18,80  |         |
|         | Хорст Хаслингер, Лотар Хирш Манфред Хајне, Инго Зенсбург               | Западна Немачка | 6,19,6   |         |
| 4.      | Кристијан Николо, Жил Берту Ги Телар, Жерар Колен                      | Француска       | 6:20,2   |         |